# Brzeziny-Kolonia
Brzeziny-Kolonia je vesnice v okrese v okrese Čenstochová, je součástí gminy Poczesna. Má 499 obyvatel. Protéká jí říčka Brzezinka a s Čenstochovou je spojena dvěma autobusovými linkami, 14 a 25.